# Elme Marie Caro
Elme Marie Caro, född den 4 mars 1826 i Poitiers, död den 13 juli 1887 i Paris, var en fransk filosof.
Caro tillhörde den spiritualiska riktning, som utgick från Victor Cousin. Caro polemiserade mot positivismens etik och religionsfilosofi och sökte filosofiskt försvara kristendomens grundläror. Bland hans skrifter märks L'idée de Dieu (1864) och Problèmes de morale sociale (1878).